# Сприйняття (телесеріал)
«Сприйняття» (англ. Perception) — детективний телесеріал створений Кеннетом Біллером і Майком Суссманом, який транслювався на телеканалі TNT з 9 липня 2012 по 17 березня 2015 року. Виробництвом серіалу займалася компанія ABC Studios.
13 листопада 2014 серіал був закритий після трьох сезонів.

## Сюжет
Серіал розповідає про доктора Деніела Пірса — талановитого, але ексцентричного нейрофізіолога, якого запросили в ФБР для надання допомоги в розслідуванні найскладніших справ. Доктор Пірс працює в тісній співпраці з Кейт Моретті, колишньою студенткою, яка і завербувала його для роботи з Бюро. Також у команді є Макс Левікі — асистент доктора Пірса, і Наталі Вінсент — його найкращий друг.
Зазвичай епізоди починаються сценою в якій Пірс читає лекцію своїм студентам про аспекти людського мозку, що стає істотним в сюжеті епізоду. Закінчуються епізоди висловами про парадокси людського сприйняття.

## В ролях

### Основний склад
- Доктор Деніел Дж. Пірс (Ерік МакКормак) — невролог і професор університету, запрошений ФБР як консультант у найскладніших випадках. Пірс — ексцентричний нейрофізіолог, який використовує свої унікальні здібності, щоб допомогти федеральному уряду вирішувати складні випадки злочинів. Він має глибокі знання людської поведінки і своєрідне розуміння людей і розкриває злочини за допомогою дивного і образного уявлення про світ. Інтерес доктора Пірса до неврології пов'язаний з його власної шизофренією і параноєю. Під час розслідування бачить галюцинації, які наштовхують його на правильний слід. Має тісні стосунки лише з трьома людьми: зі своїм асистентом Максом Левікі, агентом ФБР Кейт Моретті і уявним другом Наталі Вінсент, яка з'являється в його галюцинаціях в кожній серії. Пірс провів рік в психіатричній лікарні, де й познайомився з Максом. Він любить вирішувати головоломки, кросворди, не довіряє сучасним технологіям, особливо боїться скануючих пристроїв, любить слухати класичну музику на касетному плеєрі.

- Спеціальний агент Кетрін Роуз «Кейт» Моретті (Рейчел Лі Кук) — колишня студентка Пірса і агент ФБР, яка й завербувала його до співпраці. Симпатична молода дівчина, намагається прийняти Пірса таким, який він є, з усіма його дивацтвами, завжди вигороджує його перед колегами.
- Макс Левікі (Ерджей Сміт[en]) — асистент доктора Пірса, вічний студент, який провів дев'ять років у коледжі і відвідував шістнадцять факультетів. Його основним завданням є контролювати Пірса, стежити за його режимом і дієтою, а також допомагати йому відрізняти галюцинації, викликані шизофренію, від реальних людей. Працював санітаром у психіатричній лікарні, де й познайомився з Пірсом. Пірс попросив Макса поїхати з ним в Чикаго, щоб стати його помічником, натомість обіцяв йому місце асистента викладача, щоб Макс зміг закінчити навчання.
- Наталі Вінсент (Келлі Равен) — уявний друг доктора Пірса і порадник. З'являється в його галюцинаціях у всіх серіях першого сезону. З'ясовується, що образ Наталі узятий з психіатра Керолайн Ньюсом, яка є його лікарем в психіатричній лікарні, куди лягає Пірс. Він бачив доктора Ньюсом тільки один раз, коли вони були студентами, і вони провели якийсь час разом. Але як з'ясовується, що він так і не зважився до неї підійти, і всі його відносини з Керолайн були галюцинаціями. Тоді у нього і з'явилися перші симптоми шизофренії.
- Пол Хейлі (Левар Бертон) — декан університету і друг Деніела.
- Помічник прокурора США Дональд «Донні» Райан (Скотт Вулф) — колишній чоловік Кейт. У минулому зрадив Кейт з її найкращою подругою. Нещодавно переведений в Чикаго, намагається відродити свої відносини з Кейт. Ревнує її до доктора Пірса. На початку не довіряє йому, пізніше просить про допомогу у важких справах. Незабаром у них поновлюється роман.

### Другорядний склад
- Агент ФБР Роджер Проберт (Джонатан Скарф) — колега Кейт по роботі.
- Доктор Майкл Хетеуей (Джеймі Бамбер) — професор в університеті, де працює Деніел.
- Молодий Деніел «DJ» Пірс (Шейн Коффі) — Пірс двадцятилітній, до того як захворів на шизофренію і параноєю.
- Джеймс Алан Пірс (Пітер Койот) — батько Деніела, який хворий Альцгеймером.
- Маргарет Пірс (Джобет Вільямс) — покійна матір Деніела, яка померла від раку 25 років тому, але знову з'являється в його галюцинаціях.
- Джо Моретті (Ден Лорія) — батько Кейт, вдівець і колишній полісмен, в даний час володіє баром.
- Агент ФБР Боббі Далтон (Бред Роу) — напарник Кейт по роботі.